# Palacio del Marqués de Caballero
El palacio del Marqués de Caballero  ubicado en el municipio español de Aldeadávila de la Ribera, se encuentra en esta misma localidad en la provincia de Salamanca, Castilla y León.  Se construyó hacia 1771 sobre la casa de la familia Caballero.Su estilo es neoclásico.

## Historia
El palacio en su inicio perteneció a Jeronimo Caballero , personalidad importante para el gobierno de Carlos III y posteriormente perteneció a Jose Antonio Caballero, ministro del gobierno de Carlos IV. Actualmente, se trata de un palacio de propiedad privada por lo tanto, el bien es gestionado por el titular del mismo y no por los organismos públicos. Además no tiene una protección legal, se le considera sin protección específica, algo que se demuestra posteriormente con su conservación actual.
El promotor de la obra fue Jerónimo Caballero y Vicente del Campo, nacido en la propia localidad de Aldeadávila de la Ribera. Durante toda su vida se dedicó a la vida militar, donde fue ascendiendo hasta convertirse en capitán en 1760. También participó en contiendas internacionales como la Guerra de Italia en 1743 o la campaña de Portugal en 1762 bajo las órdenes de Carlos III. Fue nombrado caballero de la Orden de Santiago y ascendido a teniente general y decano del Consejo Supremo de Guerra hasta 1803. Gracias a sus servicios prestados, Carlos IV le concedió la merced de Marqués en 1794.

## Emplazamiento
El Palacio del Marqués de Caballero se encuentra dentro del núcleo urbano de Aldeadávila de la Ribera, concretamente en la calle Sor Alegría número 6. Está localizado muy cerca de la plaza y de la iglesia parroquial de San Salvador, por lo que podemos decir que se encuentra en el centro de la localidad. Está completamente integrado en el pueblo, con varias casas colindantes y varios comercios alrededor. 

## Descripción
El palacio está construido en sillería de granito con aparejo de soga y tizón, con una fachada con tres calles separadas por pilastras cajeadas de estilo neoclásico, rematada en una cornisa con platabandas con un tejado a dos aguas. El uso de la sillería de granito es típica de la zona de Las Arribes debido a la abundancia de este material, se puede observar en numerosos edificios tanto tradicionales como nuevos. El edificio está dotado de dos pisos con entradas y vanos adintelados. En el superior se pueden observar cuatro vanos abalconados con balaustre de forja, coronados por frontones triangulares. Encima del acceso principal también se puede encontrar un motivo heráldico realizado en pizarra. La estructura interior está realizada completamente en madera, tanto los suelos como los elementos sustentantes. 
Se trata de un palacio neoclásico, uno de los mejores ejemplares de esta tipología en Castilla y León. El estilo neoclásico se caracteriza por la recuperación de las formas clásicas para la construcción de edificios y obras. Se realizó sobre todo a finales del siglo XVIII y durante el siglo XIX. Como se puede observar, los vanos del piso de arriba están coronados por un frontón triangular al modo de los templos clásicos. Además posee una gran austeridad, destaca la horizontalidad y el uso de volúmenes compactos, macizos y rectos. Sin exceso decorativo. Además el acceso está adintelado y el escudo situado inmediatamente encima coronado por un frontón semicircular.

## Evolución y usos

### Evolución .
El palacio del marqués de Caballero comenzó, como su propio nombre indica, como palacio residencia de la familia caballero. Posteriormente se ha ido deteriorando al no tener uso y por lo tanto ha caído en la ruina. Como ya se ha mencionado se le han ido dado distintos usos que ha ido teniendo últimamente. En 2023 se incluyó en la lista roja del patrimonio de Hispania Nostra como un bien en estado deplorable debido a grietas en los sillares que alteran el conjunto.
Actualmente se encuentra en un estado de abandono total con riesgo de desplome tanto de las cubiertas como de la estructura interior. En la fachada se pueden apreciar desplazamientos de los sillares y grietas que amenazan con el desplome de la propia fachada en sí y del escudo principal. Los vanos de madera y la puerta principal de acceso también están muy deterioradas debido al paso del tiempo y sus inclemencias, así como de su falta de conservación.

### Usos.
El palacio perteneció al Marquesado de los Caballero hasta la tercera generación, fue usado como vivienda hasta entonces. Posteriormente, pasó a ser de titularidad privada, también usado como vivienda particular. Actualmente, el palacio está partido en dos, la puerta de acceso de la derecha correspondería a una vivienda particular, perteneciente a los dueños del inmueble, la parte de la izquierda estaría completamente abandonada. En la última década, la parte de la izquierda y el sótano habrían sido utilizados como peña hasta el riesgo de derrumbe (las peñas son locales destinados al entretenimiento utilizados durante las fiestas patronales de los pueblos para albergar a la gente y realizar actividades festivas).

## Valoración Patrimonial
Recapitulando la información anteriormente comentada se llega a la conclusión de que este palacio, se trata de un bien inmueble muy importante, debido al papel tan importante que tuvo su impulsor Jerónimo caballero en la corte de Carlos III. Por lo tanto, se trata de un palacio perteneciente a una familia noble relevante para la historia de España. También es importante por su propio emplazamiento, ya que en las zonas rurales no se suelen conservar este tipo de edificios civiles.
El edificio constituye una parte del patrimonio arquitectónico español, este tipo patrimonial está protegido y legislado mediante la ley 16/1985 del Patrimonio Histórico Español. A efectos legales el palacio es considerado una construcción arquitectónica con interés histórico, artístico y social al tratarse de uno de los mejores ejemplos del neoclasicismo español. Además de ser un punto enclave del turismo rural que se puede efectuar en la comunidad autónoma de Castilla y León, específicamente en la provincia de Salamanca.

## Medidas necesarias para la conservación del edificio
El hecho de que sea un inmueble de carácter privado hace muy difícil cualquier intervención que se pueda realizar en el edificio. Por ello, se debe de llegar a un acuerdo entre las administraciones públicas y los dueños del inmueble antes de proceder con cualquier restauración. En el caso de no poder llegar a ningún tipo de acuerdo con los dueños del edificio, las administraciones públicas serían las encargadas de declarar el inmueble como BIC para protegerlo, incluso llegado a la necesidad, se podría expropiar el edificio para evitar su pérdida total.
Lo primero que se debe realizar es un estudio del deterioro del edificio a través de la investigación del inmueble y de su entorno, así como de su significado histórico, artístico y sociocultural. Este estudio lo deben de realizar personas con la formación adecuada para ello, como arquitectos, historiadores del arte y gestores del patrimonio. La finalidad del proyecto de restauración del edificio debe de mantener su autenticidad e integridad de todos sus espacios, pero también debe de ser capaz de adaptarse a los nuevos tiempos y a los posibles usos que se le puedan dar una vez restaurado. También hay que hacer un estudio de riesgos a los que pueda verse sometido el edificio una vez restaurado, considerando el turismo como un riesgo más a pesar de ser algo positivo dentro de la economía de la localidad.
Una vez realizado el estudio y el Plan Director del edificio, hay que proceder a consolidar lo que queda, haciendo hincapié en la fachada ya que conserva su aspecto original junto a los motivos heráldicos de la familia Caballero. Reparar todas las grietas posibles y asegurar el escudo principal cambiando las grapas de hierro que lo sostienen. En el interior, debido a su estado, habría que llevar a cabo una reforma integral respetando lo poco que pueda quedar y que esté en buen estado. Toda la restauración se debe de llevar a cabo respetando las partes que quedan, pero sin caer en la reconstrucción de partes enteras de lo que podría haber sido en el pasado. Todo aquello que sea nuevo debe de integrar las técnicas constructivas actuales para no caer en falsos históricos.
No hay que olvidar que se debe de llegar a un acuerdo también sobre el uso del espacio para obtener una rentabilidad para todas las partes implicadas, ya sea la propiedad privada, la intervención de la administración pública incluso el impacto positivo del que se pueda beneficiar la localidad. La rentabilidad para ambas partes podría consistir en:
- La parte privada se beneficia de la reforma del edificio, así como la delegación de su gestión.
- La parte pública se beneficia de la gestión y de los posibles beneficios económicos que se pueden obtener a través del alquiler del espacio para actividades que sean compatibles con el uso del edificio, respetando en todo momento la integridad del propio inmueble.
- La localidad se beneficia del turismo que puedan atraer las diversas actividades que se realicen, a parte de la propia difusión histórica y artística del edificio.